# 罗文藻
羅文炤（英語：Bishop Gregory Luo Wen-zao，1617年10月18日—1691年2月27日，字宗华，号我存。拉丁名为Gregorio Lopez，福建省福安县人。明末清初天主教人物，道明會會士也是首位中国籍神父和主教。

## 生平

### 进教、晋铎
明万历丁巳年九月十九日，1617年10月18日于福建省福安县罗家巷村出生，1633年道明会传教士黎玉范神父（P.Juan B.Morales, OP）和方济会利安当神父(Antonio de Santa Maria Caballero，OFM，1602-1669)到福安，当时罗文藻已是教会的望教者了。也就是约1633至1634期间，利安当神父给罗文藻付了洗。为了纪念其修会省名“圣额我略省”，便以“额我略”作了罗文藻的圣名。当时罗约18岁到24岁间。之后罗追随利作传道员，赴南京受阻，又返回福建。1636年随利到台湾宣教，1637年6月20日与雅兰达（P.Gaspar Alenda）和马若望（P.Juan de San Marcos）两神父从福建出发前往北京，在那里汤若望有意策动他们到朝鮮传教，但正逢当时北京教难，3人被押解回福安，还在宁德被扣留23天，最后被充军到澳门。1639年中国各省发生教难，罗随利安当转往菲律宾马尼拉。經歷過明朝滅亡，清軍入關的戰亂，1650年罗在马尼拉加入道明会。后至1652年其间往返于中国和菲律宾协助教务，并在马尼拉圣多玛斯学院攻读神学、哲学。1654年5月29日至6月30日陆续领受了剪发礼、四小品、五品和六品，并于同年7月4日由马尼拉的鲍布来德主教祝圣为司铎。翌年，返回福建老家。

### 教难、晋牧
1664年（清康熙三年）杨光先发动教难，翌年，全国数十位西洋传教士受禁于广州，只有罗文藻神父一人行动自由。因此1665年后3年间罗文藻独撑掌起了全国的教务，行走于福建、浙江、江西、广东、山西、河北、山东、江苏、安徽、湖南、四川诸省。授洗成年人约五千，功绩卓著。由当时的安南、澳门、菲律宾等各地主教、神父上书教宗，推荐罗文藻为主教。1673年7月30日教廷传信部开了次关于中国的特别会议，其内容就是决定关于罗文藻、额我略是否应当列为宗座代牧。同年10月2日又举行另一次会议，最后的决议为请求教宗任命中国籍道明会士罗额我略为主教，委派其为直接属于圣座的代牧。1674年1月4日教宗克勉十世委任罗文藻为南京代牧，兼掌河北、河南、陕西、山东、山西以及朝鮮半島的教务。并送去主教胸配十字架、主教权戒以示对罗神父之爱护。在委任之初，罗神父谦辞，以至于1677年初原定是该去暹罗接受祝圣的时候，却寄推辞信给中國和暹罗主教托其转呈教宗。但由于航路阻隔，上述主教们的回信始终无法到福安。但最终辞呈未获得教廷的批准，但祝圣因受种种原因变得越来越艰难。1679年教宗诺森十一世再次表明圣座的旨意，此时罗神父已接受委任，但又因教宗的任命状迟迟不到而再延误。1685年方济会的伊大任主教（Bernardinus della Chiesa）来华，同年的4月8日罗神父于广州获得祝圣。

### 晚年
罗主教于1688年8月1日在南京祝圣了3位中国籍司铎，分别是吴渔山、刘蕴德、万其渊皆为耶稣会士。1688年3月29日，罗马教廷传信部给罗主教指示，罗文炤可以自由选择继承权的代理主教，然而拥有这项权利却并未使其选择中国籍神父作继任人，推举了意大利籍的余宜阁神父（Juan Francisco de Leonissa，O.F.M）继任。1690年教廷宣布在北京、南京分别成立独立的教区，罗文炤任南京教区主教。清康熙三十年辛未正月三十，1691年2月27日在江宁（今南京）逝世。

## 姓名和生日的考证
一直以来，罗主教以“罗文藻”的名字广为人知，出生日期则有1610年、1611年、1615年、1616年和1617年五种说法。
根据学者宋黎明对“罗主教墓志铭的抄件”的研究，认为其真实姓名为罗文炤，准确的生日为1617年10月18日(明万历丁巳年九月十九日)。

## 紀念
- 位於台灣高雄市的文藻外語大學，即以紀念羅文炤主教而命名。